# Црква Светих Ћирила и Методија у Љубљани
Српска православна црква у Љубљани, пуним именом црква светих Ћирила и Методија у граду Љубљани. Ова црква је најважнији богослужбени храм Српске православне цркве на подручју државе Словеније, а управно припада Загребачко-љубљанској митрополији.
Божију службу у цркви служи протојереј-ставрофор (парох) Перан Бошковић и јереј Милан Јовановић, надлежан је администратор Загребачко-љубљанске митрополије Владика
 Кирило.
За сличну Православну цркву у Марибору читај Црква светог Лазара Хребељановића у Марибору

## Историјат зграде
До подизања великог православног храма у центру Љубљане, постојала је мала војна православна капела у касарни. Изградња цркве је започета је 1936. године по плану архитекте Момира Коруновића у западном делу средишта Љубљане. По тадашњем градоначелнику Пуцу, православци су добили најбољу локацију за своју цркву у том граду, поред улаза у парк Тиволи. Био је то гест којим се желело посведочити братство Срба и Словенаца. И не само то, град Љубљана је приложио и новац, тако да дар прелазио у вредности 2 милиона динара. Радовима је руководио посебан "Одбор за градњу" којим је председавао љубљански православни протојереј Димитрије Јанковић. Секретар тог одбора био је трговац Владимир Кравос, а касир Весели. Новац за изградњи цркве скупљан је на свим странама, а у Београду се тиме нарочито бавило "Коло српских сестара". Изградња је међутим прекинута Другим светским ратом, а касније и комунистичким раздобљем.
Поновна изградња започета је 90-их година 20. века. Црква је посвећена 23. октобра 2005. године приликом посете Српског патријарха Павла. 29. априла 2010. црква је проглашена за културни споменик и тако додатно заштићена.

## Архитектура цркве
Архитекта Коруновић је нацртао план у српско-византијском архитектонском стилу. Склопио је грађевину од копија половина две манастирске цркве. Тако је предњи део цркве - нартекс, копија манастира Дечана, а главна копија "позајмљена" од манастира Грачанице. Црква је грађена као масивна грађевина са основом уписаног грчког крста са пет купола а на врху стоји велики позлаћени крст. Унутрашњост је украшена фрескама, рад вајара Драгомира Јашовића и Мише Младеновића, иконостас је рад дебарских браћа Нестора и Лазара Алексијевића а иконе је израдио вајар Мирко Шубиц.

## Изградња културно-пасторалног центра поред цркве
Дана 22. јуна 2008. године откривен је камен темељац за изградњу парохијског дома, који ће бити у непосредном окружењу цркве. Зграда ће бити намењена верницима и осталим грађанима и имаће своју библиотеку, конгресни центар и собе за црквено особље као и подземну гаражу. На светковини су били присутни и премијер Републике Српске Милорад Додик, словеначки премијер Јанез Јанша и кошаркаш Радослав Нестеровић. При томе је српски парох Перан Бошковић одликовао неколико најзаслужнијих особа са орденом Катарине Кантакузине Бранковић 1. реда. Изградњу парохијског дома је из буџета потпомгла и Влада Словеније, Влада Републике Српске, Градска општина Љубљана под градоначелником Зораном Јанковићем као и појединци (као кум центра и Рашо Нестеровић). Трошак изградње културно-пасторалног дома износи око 3 милионе евра а званично отворење центра планирано је за 2012. годину.
Културно-пасторални центар већ је прије изградње у употреби. Користи се за веронауку младих, вежбе фолклорних група, итд. За време великих поплава у Босни и Србији 2014. културни центар је служио као сабирни центар за хуманитарну помоћ.

## Богослужје
Црква је отворена сваког дана од 8 до 19 часова.
Богослужење се обавља:
- Света литургија недељом и празником у 10ч
- јутрење сваког дана у 8:30 ч
- вечерње сваког дана у 18 ч
- бденије сваке суботе и уочи празника у 17ч

## Значајне посјете
(списак није потпун)
- 6. септембар 1940. : Петар II Карађорђевић
- 23. октобар 2005. : српски Патријарх Павле
- 22. јун 2008. : председник Републике Српске Милорад Додик
- 2. октобра 2009. : српски председник Борис Тадић

## Галерија
- Српски патријарх Павле посвећује Цркву - 2005.
- Просторија за паљење свећа
- Стубови и олтар
- Љубљански парох Перан Бошковић, Бадњак 2015.
- Наступ Дивне Љубојевић у храму, јун 2011.